# Willians
Willians, właśc. Willians Santana dos Santos (ur. 22 maja 1988 w Aracaju) – brazylijski piłkarz, występujący na pozycji pomocnika.

## Kariera klubowa
Willians rozpoczął piłkarską karierę w klubie Vitória Salvador, którego jest wychowankiem w 2006. Z Vitórią awansował najpierw do Serie B w 2006, a rok później do Serie A. W Vitórii 10 maja 2008 w przegranym 0-2 meczu z Cruzeiro EC Willians zadebiutował w lidze brazylijskiej. Pierwszą bramkę w lidze brazylijskiej Willians zdobył 22 czerwca 2008 w wygranym 2-1 meczu z SC Internacional.
Z Vitórią dwukrotnie zdobył mistrzostwo stanu Bahia – Campeonato Baiano w 2007 i 2008.
W sezonie 2009 Willians był wypożyczony do SE Palmeiras. Na początku 2010 został kupiony przez Desportivo Brasil Porto Feliz, który występuje w czwartej lidze stanowej São Paulo.  
W styczniu 2010 został wypożyczony Fluminense FC. W barwach Flu zadebiutował 17 stycznia 2010 w wygranym 3-0 meczu ligi stanowej z Americano FC.
We Flu był rezerwowym i podczas sezonu 2010 w lidze brazylijskiej zaliczył tylko 46 min. na boisku w meczach z Ceará Fortaleza i Grêmio Porto Alegre. Dzięki temu skromnemu udziałowi Willians został mistrzem Brazylii 2010. Od czerwca 2011 jest wypożyczony do drugoligowego Sportem Recife, z którym awansował do pierwszej ligi w grudniu 2011.
Dotychczas w lidze brazylijskiej Willians rozegrał 51 spotkań, w których strzelił 5 bramek.